# Україна заповідна
«Україна заповідна» — документальний фільм про заповідні куточки України.

## Інформація про фільм
У пошуку нових вражень не обов'язково їхати «за три моря» — дивне знаходиться поряд, і пізнавально-дослідницька програма «Україна заповідна» підказує цікаві місця і прокладає оригінальні маршрути, які дають можливість переконатися, що нам пощастило народитися на землі із багатющою історією і прекрасною природою.
І земля ця повна краси і таємниць. Вони довкруги. На неходжених стежках заповідних лісів. У напівстертих фресках древніх храмів, що відроджуються. У руїнах покинутих міст. У німій величі гір і безтурботних просторах полів.
Автори програми прагнуть, щоб і ви відчули серцем красу землі, доторкнулися до історії і культури, відкрили для себе природні феномени і багатства.
На вас чекає знайомство з таємничим Чатирдагом, спуск в одну з найбільших печер світу, сплав на байдарках і плотах річками України, відвідини української Венеції — Вілкова… І це далеко не все: адже хіба може припинитися пізнання неосяжного?